# 尚勤门
34°16′40″N 108°57′44″E / 34.27769°N 108.96230°E

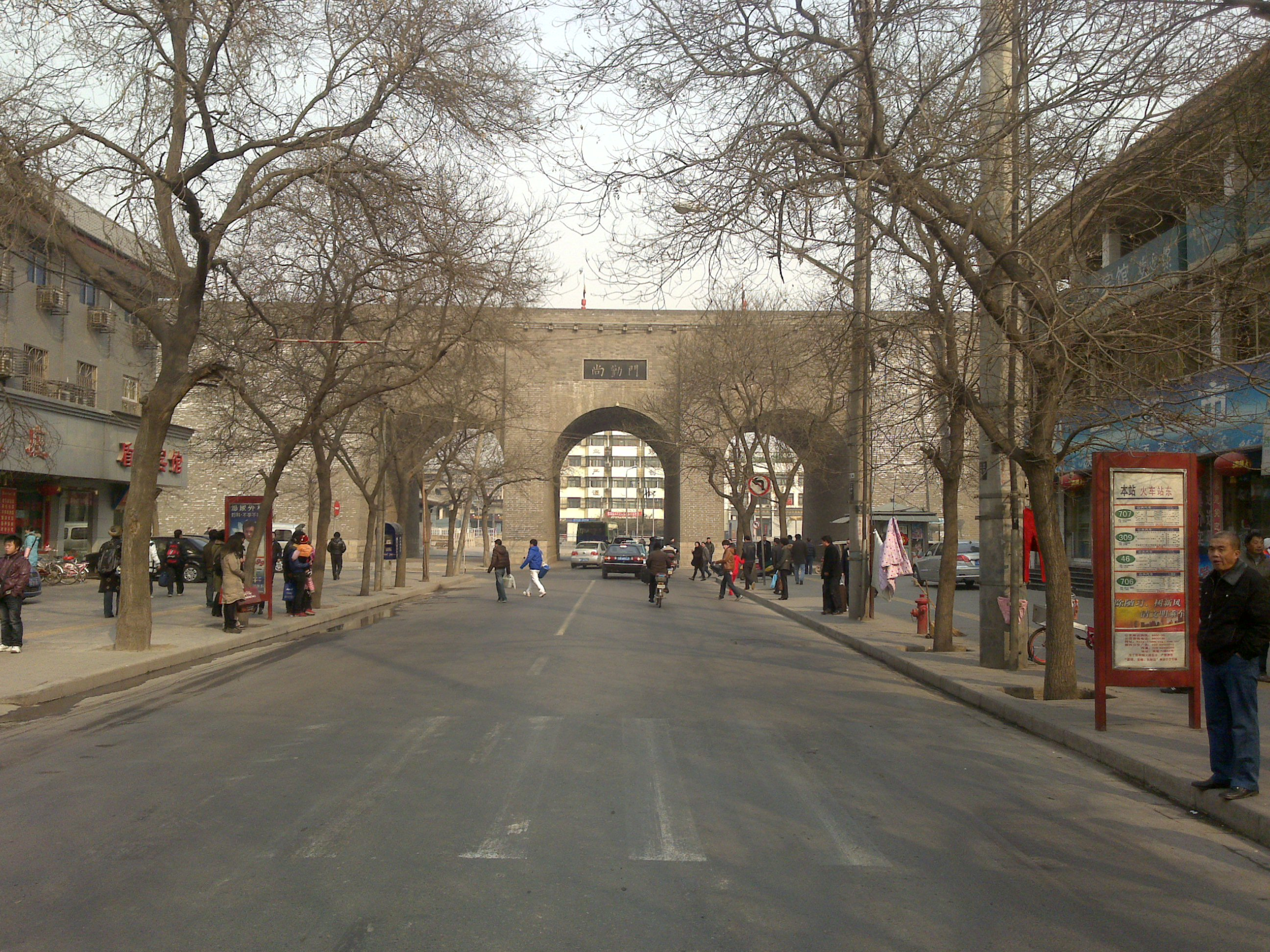
尚勤门

尚勤门，是西安城墙北侧的一座城门，位于安远门以东，尚勤路北端，2004年开辟，以尚勤路名“尚勤门”。

## 历史
2003年底，西安城墙火车站段连接工程启动，于尚勤路北端修建尚勤门，砌三券洞，以尚勤路名“尚勤门”。
西安城墙内，由北门安远门与东门长乐门划出的东北区域，在清朝时期为“满城”。辛亥革命后，陕西都督张凤翙主持拆除了满城。1927年，在原满城内开辟新道路，时值“新生活运动”倡导“四维、八德”，因此南北向纵街由东向西分别取“四维”之“勤、俭、仁、德”（此四维误，应为“礼义廉耻”）并冠以“尚”字命名，即尚勤路、尚俭路、尚仁路（后改中正路、现解放路）、尚德路。
中华人民共和国成立后，先后于尚勤路、尚俭路、尚德路北端开辟城门，便因路名为尚勤门、尚俭门、尚德门。

## 地理位置
尚勤门位于北城墙最东侧，西侧为尚俭门，城内为尚勤路，城外与环城北路成丁字路口。